# Lisa Pelikan
Pour les articles homonymes, voir Pelikan.
Lisa Pelikan née le 12 juillet 1954 à Berkeley (Californie), est une actrice américaine de théâtre, de cinéma et de télévision.

## Filmographie
1977 Julia
1979 L'homme en colère
1984 Swing Shift
1984 Ghoulies
1990 A.W.O.L.: Absent Without Leave
1991 Return to the Blue Lagoon
2014 10,000 Days
2015 Circle